# Les Aventures de Spirou et Fantasio (film, 2018)
Pour l’article homonyme, voir Spirou et Fantasio.
Pour plus de détails, voir Fiche technique et Distribution.
Les Aventures de Spirou et Fantasio est une comédie française réalisée par Alexandre Coffre, sorti en 2018. Il s’agit d'une adaptation libre de la bande dessinée du même nom.

## Synopsis
Spirou, voleur déguisé en groom, fait la connaissance de Fantasio, un journaliste en perte de vitesse. Rien ne les destine à devenir amis. Ils vont cependant devoir faire équipe, lorsque le comte de Champignac est enlevé par les hommes de Zorglub. Entre l’Europe et l’Afrique, les deux hommes vont se lancer à la recherche de l'inventeur excentrique, avec l'aide de Seccotine, une rivale de Fantasio, et de Spip, un petit écureuil espiègle. Leurs aventures les emmènent au Gantagwa.

## Fiche technique

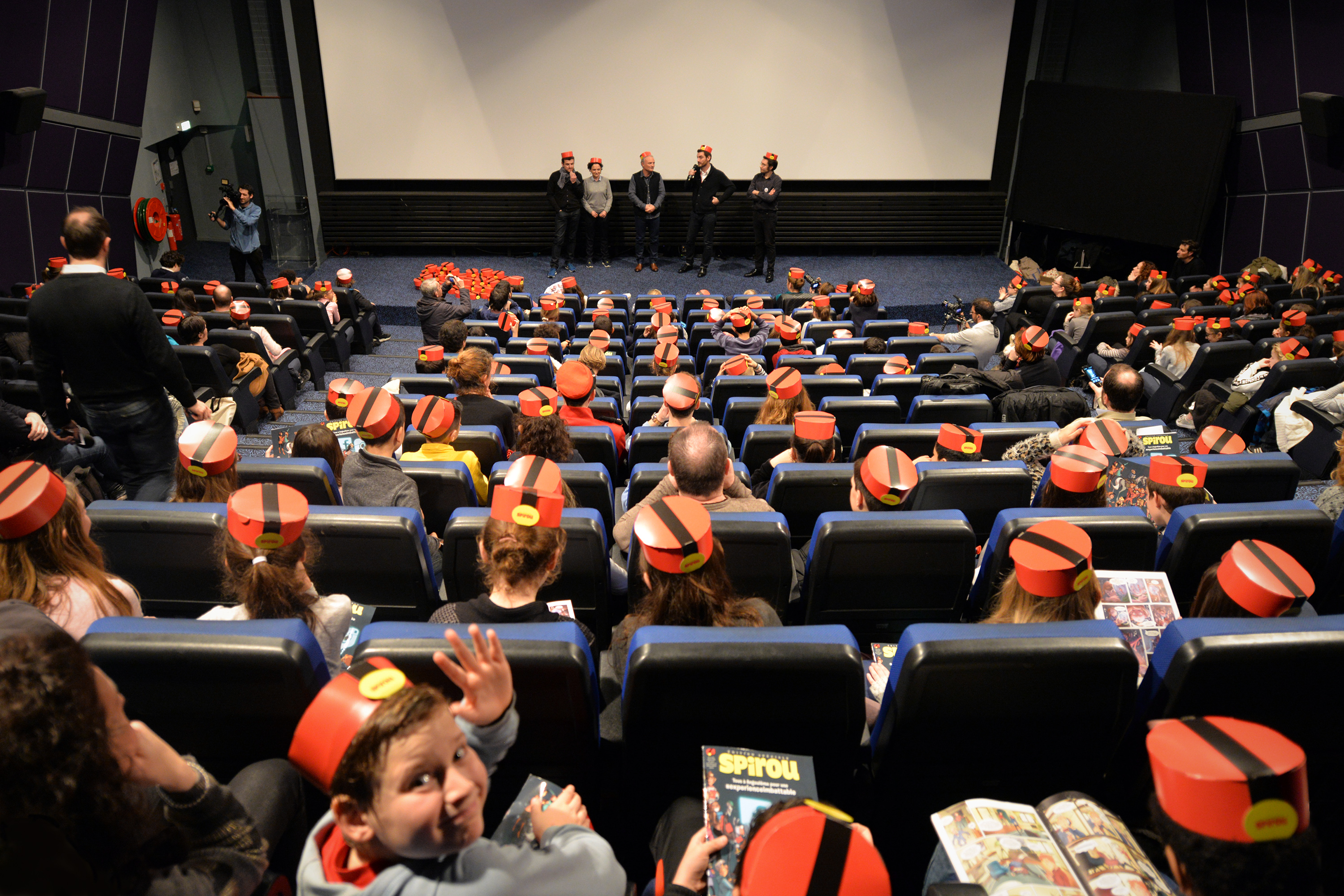
Avant-première du film au Festival d'Angoulême 2018.

- Titre original : Les Aventures de Spirou et Fantasio [2],[3]
- Réalisation : Alexandre Coffre
- Scénario : Fabien Suarez et Juliette Sales, d'après la bande dessinée Spirou et Fantasio, créée par Rob-Vel et popularisée par Franquin
- Montage : Antoine Vareille
- Photographie : Jean-François Hensgens
- Musique : Éric Neveux
- Direction artistique : Gwendal Bescond
- Décors : Gwendal Bescond, Cécile Deleu
- Costumes : Pierre-Jean Larroque
- Effets spéciaux visuels : Philippe Aubry
- Mixage son : Cyril Holtz
- Dressage d'animaux : Muriel Becq
- Production : Samuel Hadida, Marc Missonnier
  - Production exécutive : Christine de Jekel
  - Production associée : Emilien Bignon, Léon Pérahia
- Sociétés de production : Fidélité Productions ; coproduction Metropolitan Films, France 2 Cinéma, Belvision ; avec la participation de Canal+, OCS, France Télévisions, C8
- Société de distribution : Sony Pictures Entertainment
- Pays d'origine :  France
- Langue originale : français
- Format : couleur
- Genre : comédie
- Durée : 89 minutes
- Dates de sortie :
  - France : 21 février 2018

## Distribution
- Thomas Solivérès : Spirou
- Alex Lutz : Fantasio
- Christian Clavier : Pacôme de Champignac
- Ramzy Bedia : Zorglub
- Géraldine Nakache : Seccotine
- Charlotte Gabris : Marie
- Vincent Desagnat : Claude, frère jumeau de Marie
- Grégoire Oestermann : Lambert
- Caroline Tillette : l'attachée de presse
- Mark Grosy : Teddy
- Sylvain Quimène : le stagiaire
- Monsieur Poulpe : le balayeur
- Arsène Mosca : le vigile
- Julien Sibre : l'assistant scientifique
- Delphine Baril : la technicienne vidéo
- Stéphane Russel : le client de l'hôtel au café renversé
- Fabien Baïardi : l'homme aux bagages

## Production

### Genèse et développement

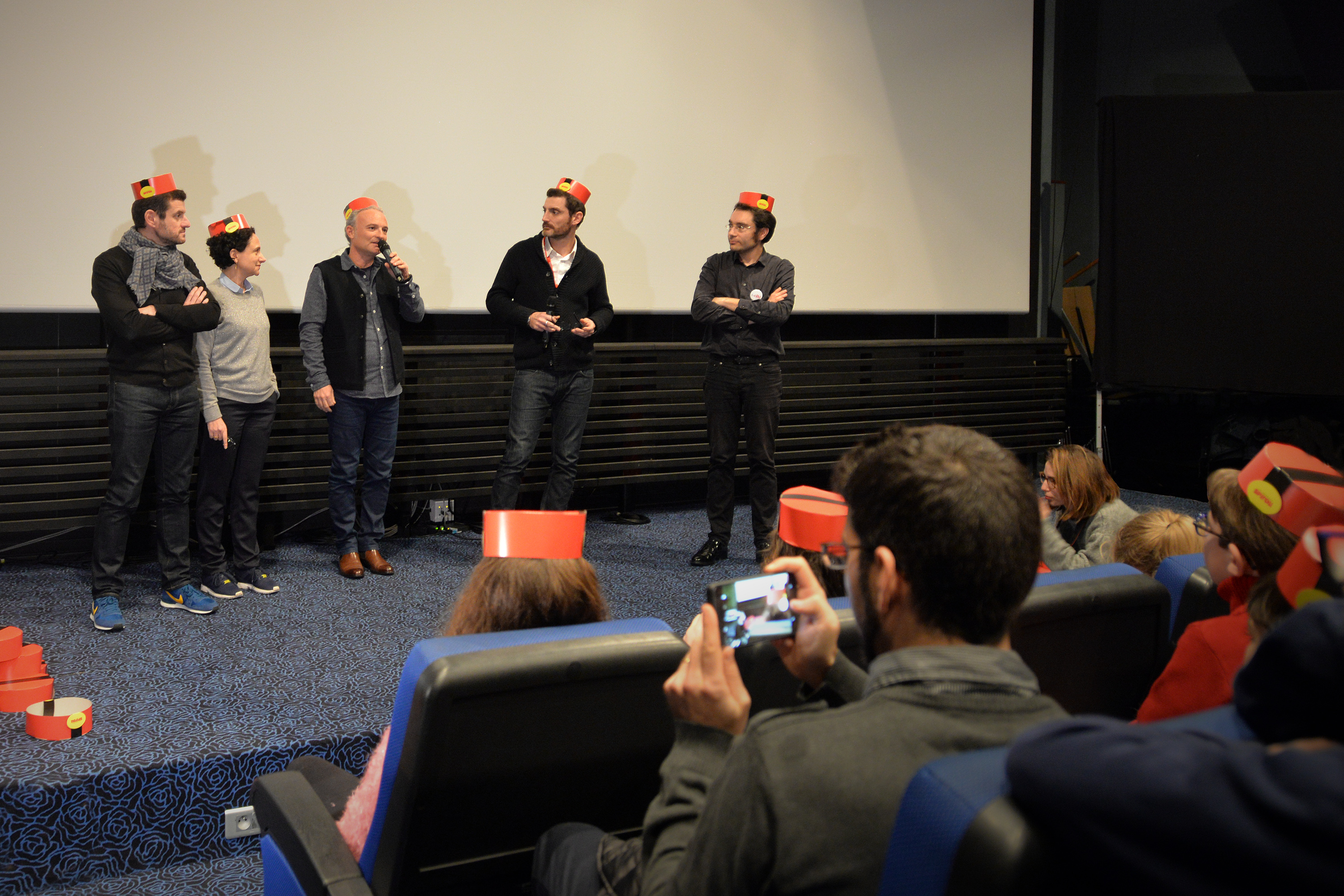
Les deux scénaristes, le producteur et le réalisateur du film à l'avant-première au Festival d'Angoulême 2018.

En novembre 2013, il est annoncé qu'un projet d'adaptation cinématographique de la bande-dessinée Spirou et Fantasio est développé par Fidélité Productions. Le producteur Marc Missonnier annonce que le scénario est écrit par Mathieu Ouillon et Cécile Sellam. L'écriture est finalement reprise plus tard par le duo Juliette Sales / Fabien Suarez, qui a déjà travaillé ensemble à plusieurs reprises.
Spirou & Fantasio est le quatrième film réalisé par Alexandre Coffre après Une pure affaire, Eyjafjallajökull et Le Père Noël sorti en 2014.

### Attribution des rôles
Les noms des acteurs principaux sont révélés en novembre 2016. Thomas Solivéres et Alex Lutz incarnent respectivement les héros Spirou et Fantasio, Christian Clavier jouera le Comte Pacôme de Champignac alors que Ramzy Bedia interprétera Zorglub. Géraldine Nakache, qui incarne ici Seccotine, avait déjà joué dans une autre adaptation d'une œuvre de Franquin, Sur la piste du Marsupilami (Alain Chabat, 2012). Charlotte Gabris et Vincent Desagnat jouent les gardes du corps de Zorglub.

### Tournage
Le tournage débute le 16 janvier 2017 et s'achève le 27 mars 2017. Il a lieu en France en région parisienne et à Marrakech au Maroc.

## Accueil

### Sortie
Le film devait initialement sortir en France le 20 juin 2018. En avril 2017, Sony Pictures annonce finalement que la sortie française est avancée au 21 février 2018. Le film est un échec commercial avec 237 000 entrées au box-office.

### Critique
Le film reçoit la note moyenne de 1,7 sur 5 sur le site Allociné. Pour Nicolas Didier de Télérama, il s'agit d'une adaptation ratée au rythme « vraiment trop mou ». Pour Nicolas Bellet de Première, le film souffre d'un mauvais scénario. Claudine Levanneur de À voir à lire salue « un casting décoiffant pour un film vif et divertissant ».

## Clin d’œil
Référence subtile aux champignons prénommés « Le champignon qui valait des millions «  est je référence a la série L'Homme qui valait des milliards.